# Phelister teapensis
Phelister teapensis är en skalbaggsart som beskrevs av Sylvain Auguste de Marseul 1853. Phelister teapensis ingår i släktet Phelister och familjen stumpbaggar. Inga underarter finns listade i Catalogue of Life.